# BAe シーハリアー
BAe シーハリアー
シーハリアーFRS.1
- 用途：艦上戦闘機
- 分類：垂直/短距離離着陸機 (V/STOL機)
- 製造者：ホーカー・シドレー（現BAEシステムズ）社
- 運用者

  -  イギリス（イギリス海軍）
  -  インド（インド海軍）
- 初飛行：1978年8月20日
- 生産数：111機
- 退役：

  - 2006年3月（イギリス海軍）
  - 2016年5月（インド海軍）
- 運用状況：退役
- 原型機：ホーカー・シドレー ハリアー

BAe シーハリアー（英: British Aerospace Sea Harrier）は、ホーカー・シドレー（現BAEシステムズ）社が開発した垂直/短距離離着陸機。同社のハリアーGR.3攻撃機を元にした艦上戦闘機として開発され、イギリス海軍・インド海軍で運用されたが、イギリス海軍では2006年、インド海軍でも2016年までに運用を終了した。

## 来歴

### ケストレルとハリアーの開発

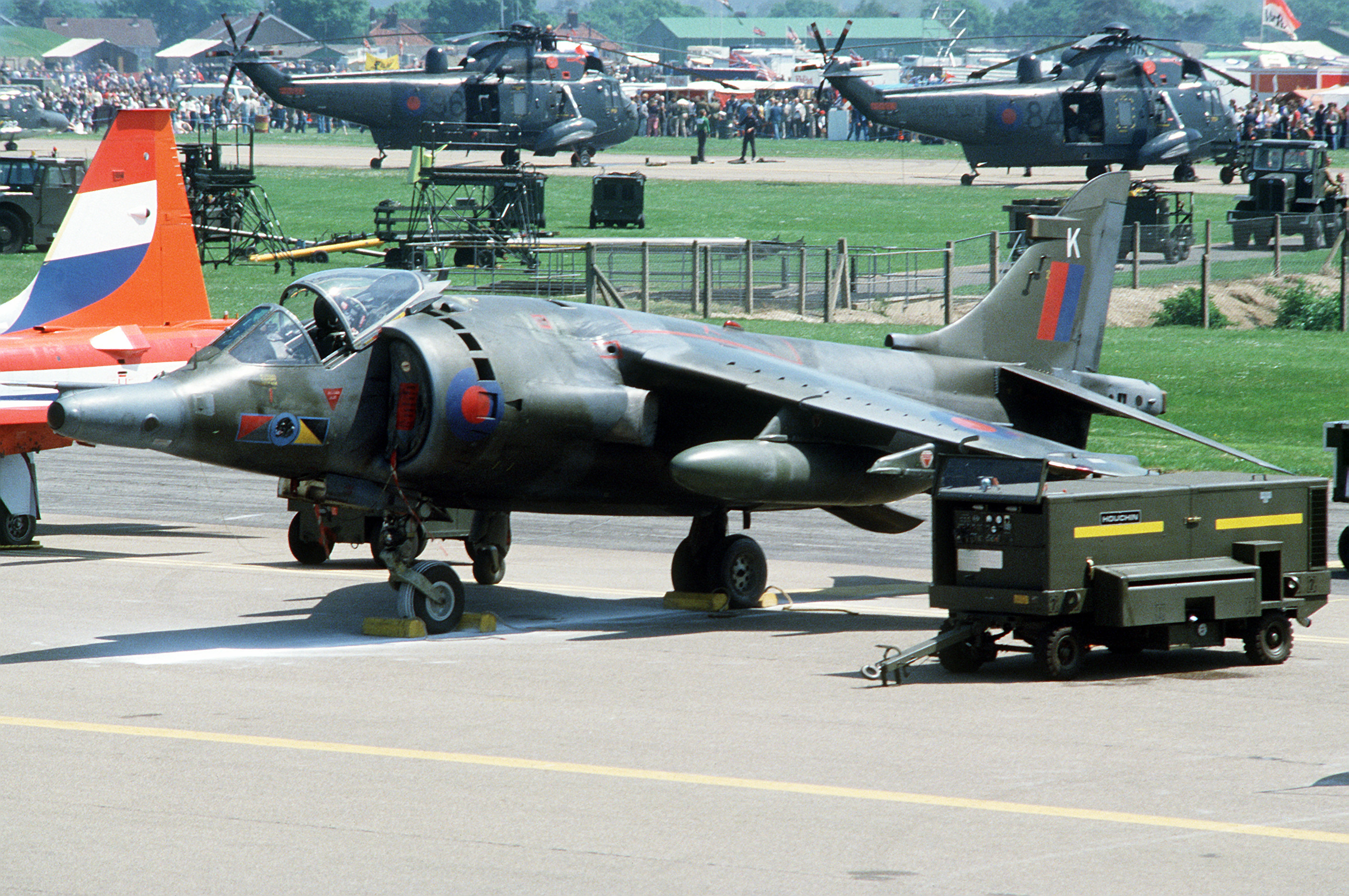
世界初の実用垂直離着陸機ハリアー

ホーカー・エアクラフト社とブリストル・エンジン社では、1950年代後半より垂直離着陸機の開発に着手しており、1960年10月21日には、プロトタイプとしてのホーカー・シドレー P.1127が初飛行した。1963年2月には「アーク・ロイヤル」で発着艦試験を行い、排気の熱による飛行甲板への悪影響がないことが確認された。また1966年には「ブルワーク」で本格的な試験展開が行われ、艦上運用に耐えうることが確認されたものの、この時点では、従来どおりのCATOBAR方式の艦上機に対する優位点がないとして、イギリス海軍の姿勢は消極的であった。
一方、P.1127は順次に改正されてケストレルFGA.1に発展し、引き続き各種試験に供されていた。これをもとにエンジンをブリストル・シドレー BS.100に変更して超音速化したP.1154も計画されており、海軍もこちらには期待していたものの、予算上の理由から後にキャンセルされた。空軍ではこれに伴って、より漸進的に、ケストレルを実用機に発展させたハリアーGR.1を採択し、1966年8月31日に初飛行させた。

### TDCの建造とシーハリアーの発注
同年発表の1966年度国防白書でCVA-01級航空母艦の計画中止が決定されたことで、海軍は、将来的に正規空母を手放さざるを得ない事態に直面した。これを補うため、当初艦隊空母を補完するヘリ空母として開発されていた護衛巡洋艦の機能充実が図られることになり、設計案のなかには、軽空母（CVL）に近いサイズまで大型化したものも出現していた。このことから、1969年、デビッド・オーエン海軍担当政務次官は、ハリアーの艦上運用を提言した。この提言は、この時点では採択されなかったものの、これに応じて、ホーカー・シドレー社では艦上型ハリアーの設計を準備した。
そして1970年から1971年にかけての検討を経て、護衛巡洋艦から発展した全通甲板巡洋艦（Through Deck Cruiser, TDC、後のインヴィンシブル級航空母艦）の排水量が18,750トンにまで大型化したことで、ハリアーの搭載計画が本格的に推進されることになった。1973年に1番艦「インヴィンシブル」が発注された時点で、海軍本部では既に艦隊航空隊（FAA）向けハリアーの要求事項を作成していたものの、同年の第四次中東戦争に伴う石油価格高騰の煽りを受けて、実際の発注は先送りされた。その後、1975年、先行量産型3機と量産型第1バッチ31機が発注された。これによって製作されたのがシーハリアーFRS.1である。

## FRS.1

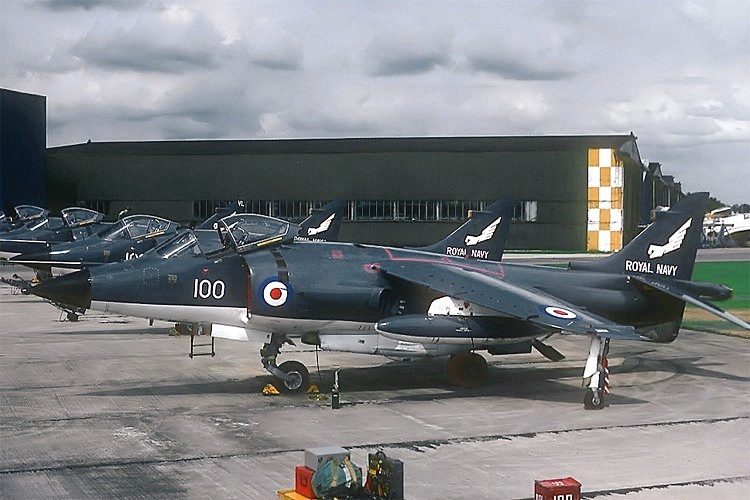
シーハリアー FRS.1

### 設計
シーハリアーFRS.1は、空軍向けのハリアーGR.3をもとにした艦上戦闘機版であり、下記のような変更が加えられた。
機首の再設計
機首にはブルーフォックス・レーダーが搭載されており、その機器スペースの捻出と視界向上のため、コックピットの位置は25センチメートル高められた。なおインヴィンシブル級のエレベータに載せられるように、レドームは左舷側に折り畳めるようになっている。
兵装の変更
基本的にはGR.3と同様だが、サイドワインダー空対空ミサイルを標準的に搭載できるようにしたほか、シーイーグルやマーテル、ハープーンのような大型の空対艦ミサイル2発を搭載できる強度を確保した。
塩害防止
艦上運用に対応して防錆処理が施されているほか、エンジンも同様に加工されたペガサスMk.104に変更された。

### 運用史
シーハリアーFRS.1のためのアビオニクスの開発が遅れたことから、これを搭載する先行量産型よりも、これを搭載しない量産型のほうが製作が先行し、量産型1号機（XZ450）の初飛行は1978年8月20日、先行量産型初号機（XZ438）の初飛行は同年12月30日となった。1979年9月19日には、初のシーハリアー飛行隊として、ヨービルトンにおいて集中試験飛行隊として第700A飛行隊が編成された。そして10月24日からは、空母「ハーミーズ」艦上に5機のシーハリアーが派遣されて、洋上運用試験が開始された。
1980年4月1日、第700A飛行隊を司令部（訓練）飛行隊として第899飛行隊に改編するとともに、初の実戦飛行隊として第800飛行隊が編成された。また1981年2月26日に第801飛行隊が編成された。
パイロットの転換訓練には、当初は空軍から借用した複座型のハリアー T.4/4Aが使用されていたが、1982年には海軍向けにハリアー T.4N 3機が発注され、1985年以降、ヨービルトンに配備された。これらは、エンジンはペガサスMk.103でレーダーも装備しない、純粋なトレーナーモデルである。このため、レーダー操作訓練には、ホーカー ハンターの機首を改造してブルーフォックス・レーダーを搭載したハンターT.8M 3機が使用された。

#### フォークランド紛争
1982年4月にフォークランド紛争が勃発した時点で海軍が保有していたシーハリアーは31機だけで、しかも2機が未引き渡しであった。艦隊の派遣にあたって、20機を機動部隊に配属して、8機を予備、4機を訓練・機材試験用に保持することとなり、第899飛行隊の保有機は第800・801飛行隊に分割されて配属され、下記のように配分された。
- ハーミーズ - 第800飛行隊：12機
- インヴィンシブル - 第801飛行隊：8機

「ハーミーズ」のほうが大型であることから多くの機体を搭載しており、後に空軍のハリアーが派遣された際も同艦に搭載された。一方、「インヴィンシブル」は小型で搭載機数が少ない一方でレーダーが近代的であったことから防空艦に指定され、同艦の第801飛行隊は艦隊防空のための戦闘空中哨戒を担当した。
また4月8日には増援部隊として第809飛行隊が編成されたものの、予備機の実戦用整備やパイロットの確保に苦労し、外国軍に派遣していたパイロットを呼び戻すとともに空軍からの交換でどうにか頭数を揃えたものの、機体は8機でやっとだった。第809飛行隊は、空軍の第1飛行隊とともに空中給油を受けつつアセンション島に展開し、そこからは「アトランティック・コンベアー」によって輸送され、5月18日には機動部隊と合流し、第800・801飛行隊に4機ずつ配分された。
アルゼンチン空軍はミラージュIIIやダガーといったマッハ2級のジェット戦闘機を保有しており、この2機種をあわせただけでもシーハリアーの約2倍の数があったうえに、より低速の攻撃機もあわせれば更に差が開くことから、当初はイギリス側の不利が予測されていた。ただし実際には、フォークランド諸島の貧弱な航空設備のために近代的なジェット機の配備は困難で、しかもミラージュやダガーには空中給油の能力がないために、戦場での滞空時間が限られた。またハリアー・シーハリアーともに稼働率は高く、少ない機体でも最大限に活用できた。
5月1日にはミラージュIIIと第801飛行隊のシーハリアー2機ずつによる空中戦が発生したものの、全方位交戦能力を備えたAIM-9L空対空ミサイルの性能面の優位もあって、シーハリアー側の損害はなく、ミラージュは1機が撃墜、もう1機も損傷して不時着を試みたところを味方の対空砲に撃墜された。更にイギリス空軍のブラック・バック作戦を受けて、これ以降、ミラージュIIIはアルゼンチン本土防空のため引き下げられたことから、アルゼンチン機は護衛戦闘機なしで英艦隊・上陸部隊への爆撃に投入されることになり、シーハリアーに襲撃された場合は反撃せずに逃げの一手となったため、以後の航空戦は一方的な様相となった。
しかしイギリス艦隊も、「シェフィールド」の喪失以降はアルゼンチン本土から距離をとったために、フォークランド諸島上空での滞空時間は約30分まで低下していた。このためもあり、シーハリアーのCAPの間隙を縫って襲来するアルゼンチン機によって多くの駆逐艦などが被害を受けており、空母戦闘群の指揮官ウッドワード提督は、航空優勢の確立には失敗したと回想している。その後、東フォークランド島のポートサンカルロスにアルミ板敷きの前進作戦基地（FOB）が設営され、ある程度改善した。
最終的に、空対空戦闘では23機を撃墜、被撃墜は0機とアルゼンチン空軍を圧倒した。しかし、空対地攻撃では地対空ミサイルと対空砲火で1機ずつ撃墜され、戦闘外の事故でも4機を失っている。

## FA.2

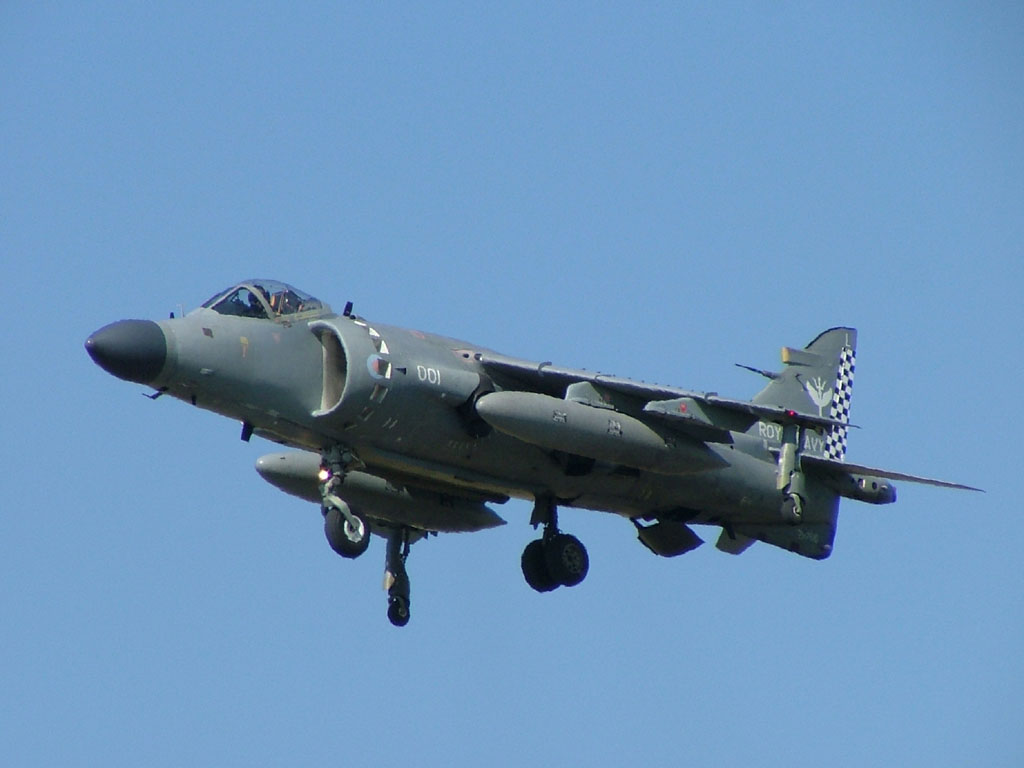
シーハリアー FA.2

フォークランド紛争の戦訓を踏まえて、その翌年の1983年より、シーハリアーへのMLU（運用中期近代化）計画が着手された。1985年1月、イギリス国防省はBAe社に対し、シーハリアーFRS.1 2機をFRS.2（後にF/A.2）仕様に改修する指示を行なった。改修1号機（ZA195）は1988年9月19日に初飛行した。

### 設計
FRS.1からF/A.2の最大の変更点がアビオニクスの強化で、火器管制レーダーはブルーヴィクセン・レーダーに更新された。これはパルスドップラー処理を導入しており、クラッター抑制性能は飛躍的に向上し、ルックダウン・シュートダウン能力も付与された。
またレーダー警報受信機（RWR）もARI.18223からマルコーニ・スカイガーディアンに更新された。コクピットにはHOTAS概念が導入されて、多機能ディスプレイ（MFD）2面を備えるデジタルタイプとなり、機内のバスもデジタル式のMIL-STD-1553となった。
レーダーの更新に伴ってレドームが大型化されたほか、各種機器の収容スペースを確保するため、後部胴体を35センチ延長してアビオニクスベイが設けられた。また空力的には、主翼のドッグトゥースを廃してキンクを設け、高迎角時の特性を改善した。エンジンもペガサスMk.106に更新されている。これは第二世代ハリアー（ハリアー II）のペガサスMk.105の派生型であるが、出力は9,750 kgfで、従来機と変わりはない。このため、特に中東など気温が高い状態ではエンジンの出力が足りず、着艦のために燃料や兵装を投棄せざるをえないケースが発生した。このことから、2000年には出力強化型のペガサス11-61エンジン（出力10,795 kgf）の搭載が検討されたものの、コスト面から断念された。
アビオニクスの強化に伴って、視程外射程のAMRAAM空対空ミサイルの運用に対応した。30mmアデン砲パックにかえてAMRAAMのランチャーを装備可能となったほか、主翼外側パイロンは、サイドワインダーとAMRAAMの共通レールランチャーとなり、ALARM対レーダーミサイルも搭載可能となった。

### 運用史
1988年12月7日には、33機のFRS.1をF/A.2に改修する契約が締結され、94年までに全機の改修が完了した。またその後、18機のF/A.2の新規生産が承認され、こちらは98年までに引渡しを完了した。これに伴い、複座型のハリアーT.4 7機が、レーダーを除くアビオニクスをF/A.2仕様に変更したT.8に改修されており、改修初号機は1995年5月1日に初飛行した。
デリバリット・フォース作戦やアライド・フォース作戦などでNATO軍に加わって実戦参加している。この際には、ブルーヴィクセン・レーダーの高性能を活かして、E-3早期警戒管制機（AWACS）を補完する簡易的な空中早期警戒機（AEW）としても用いられた。
統合運用の進展に伴い、2000年にはハリアー統合部隊 (Joint Force Harrier) が設置されて、空軍のハリアーGR.7と海軍のシーハリアーFA.2の飛行隊の指揮系統は一元化されることになった。既に空軍のハリアーGR.7も艦上運用に十分な経験を積んでいたことから、空対空任務に適したシーハリアーFA.2と空対地任務に適したハリアーGR.7と、それぞれの利点を活かした運用が可能となった。その後、シーハリアーFA.2のエンジン更新断念を受けて、2002年には、当初2012年に予定されていた同機の退役を2006年に前倒しして、その予算でハリアーGR.7をGR.9に更新するとともに、現在シーハリアーを運用している飛行隊についてもハリアーGR.7/9に機種転換していくことが決定された。2004年3月に第800飛行隊が、2005年3月に第899飛行隊が、そして2006年3月31日に第801飛行隊が機種転換を完了して、シーハリアーFA.2の運用は終了した。退役した機体をインドに売却することも計画されたが、これも実現しなかった。唯一、アメリカで個人 (Art Nalls) が保有している機体が現存している。

## FRS.51

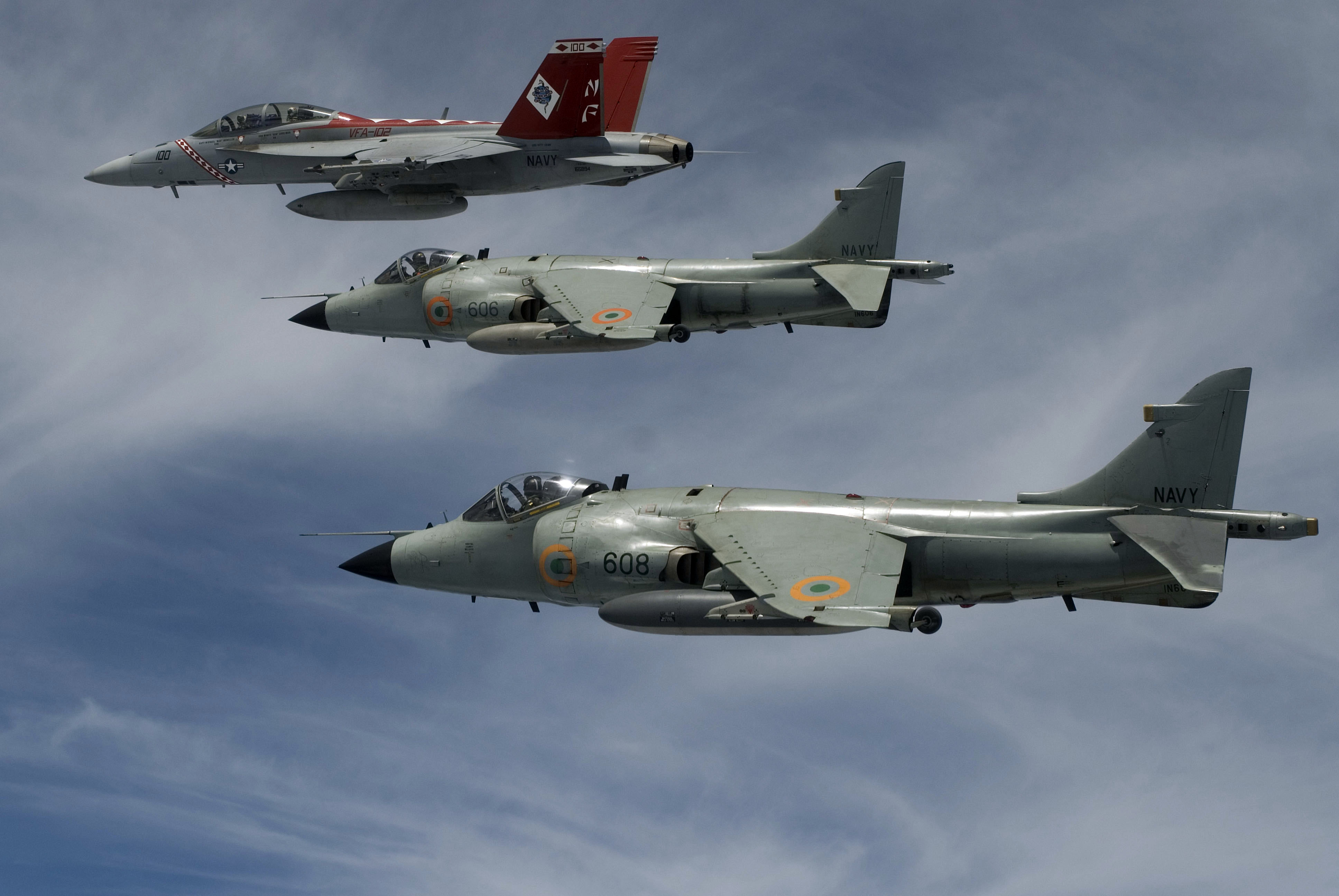
アメリカ海軍のF/A-18Fと共に飛行するシーハリアー FRS.51

ホーカー・シドレー社は、デモンストレーション用に複座型のハリアーT.52を1機保有していたが、これは1972年、ジョン・ファーレーの操縦によってインドを訪問していた。その経験を踏まえて、インド海軍はシーハリアーFRS.1の完成直後に導入を決定、1979年に最初の6機を発注した。これがFRS.51である。
FRS.51は、設計面ではFRS.1と全く同一である。ただしインド軍の要求にあわせて、空対空ミサイルはサイドワインダーの代わりにマトラ・マジックに変更された。初号機（IN601）は1982年8月6日に初飛行し、翌年より、空母「ヴィクラント」の艦上機であったホーカー シーホークの後継機として配備を開始した。1990年までにFRS.51 23機と、複座型T.60 4機が購入されたほか、2002年・2003年には、イギリス空軍より複座型T.4 2機を追加購入した。なおこれらの母艦として、1987年には「ヴィクラント」の後継として「ヴィラート」が導入されている。
その後、2000年代からの近代化改修により、レーダーをイスラエル製のEL/M-2032に換装、これによりラファエル社のダービー空対空ミサイルが携行可能となり、インド軍は「インド洋で最良の空母対応型防空戦闘機」と称した。しかしやはり老朽化が進み、母艦となる「ヴィラート」の退役にあわせて、2016年に運用を終了した。

## 採用国と配備部隊
イギリス
- イギリス海軍
  - 第800飛行隊 (800 NAS) 
  - 第801飛行隊 (801 NAS) 
  - 第809飛行隊 (809 NAS) 
  - 第899飛行隊 (899 NAS)

 インド
- インド海軍
  - 第300飛行隊 (INAS 300)

### その他の国での導入計画

#### 海上自衛隊
海上自衛隊では、59中業 (1986年) または61中期防（1986年-1990年）に盛り込まれる予定だった満載排水量20,000t程度の航空機搭載護衛艦（DDV）に搭載する要撃機として導入が検討されたが、シーハリアーの能力不足が問題となり導入は見送られた。代わりに海上自衛隊ではAV-8B ハリアー IIの導入が検討されたが、日本の軽空母保有に対して国内外から強い反発が予想されることから政治的配慮が働き、防衛庁内局を中心に強い反対意見が出たため、計画は頓挫した（元統合幕僚会議議長佐久間一の後年の証言による）。

#### 中華人民共和国
1978年にイギリス産業界への支援と香港の将来も含めた対中関係の状況改善を目的に売却を計画していたが、1970年代当時の中国の財政状況では高価だったため、導入を見送った。

## 諸元・性能

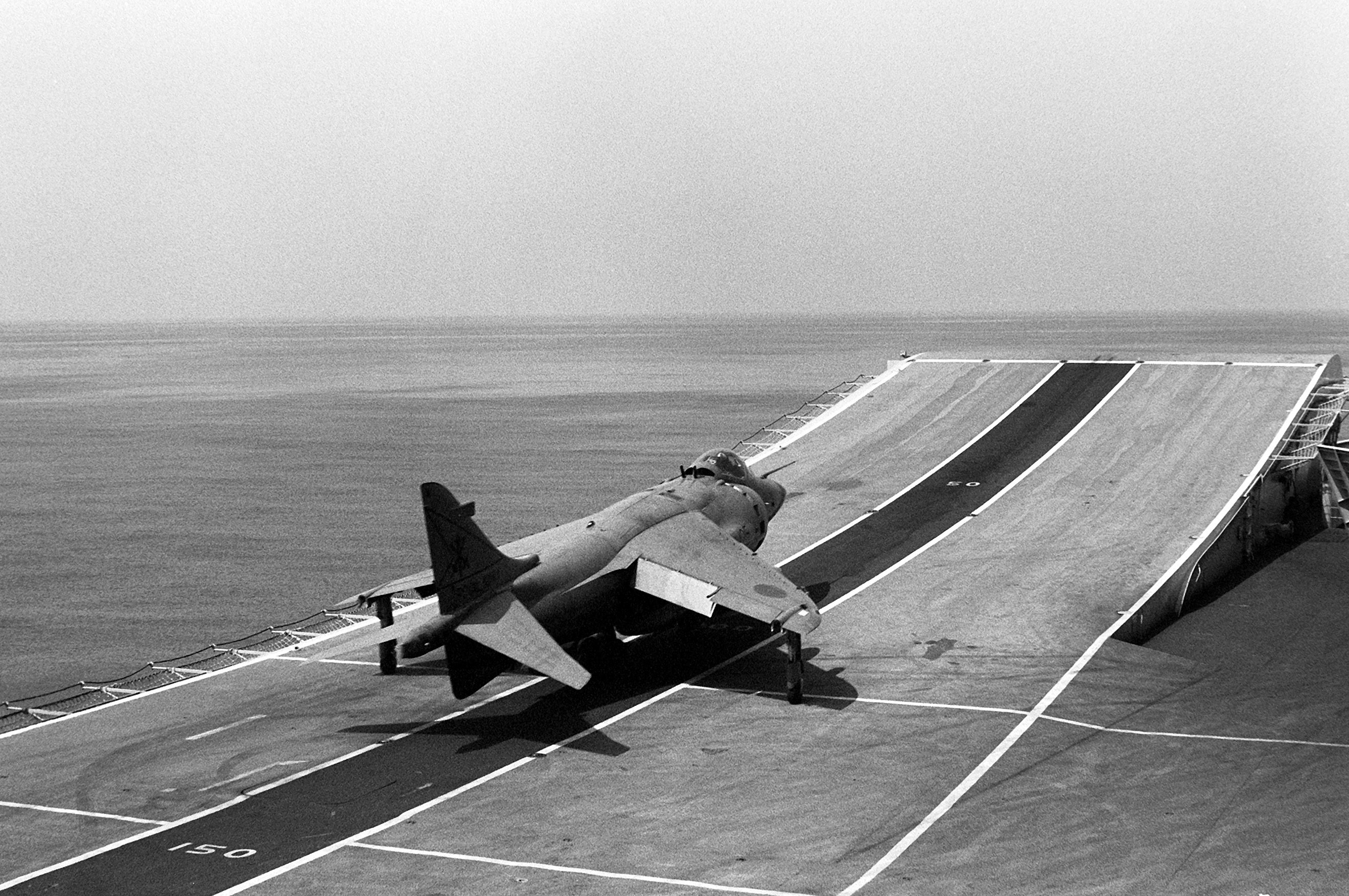
「インヴィンシブル」のスキージャンプから発艦するシーハリアー FRS.1

|                               | FRS.1                                   | FA.2                                    |
| ----------------------------- | --------------------------------------- | --------------------------------------- |
| 乗員                          | 1名                                     | 1名                                     |
| 全長                          | 14.50 m                                 | 14.17 m                                 |
| 全高                          | 3.71 m                                  | 3.71 m                                  |
| 翼幅                          | 7.70 m                                  | 7.70 m                                  |
| 翼面積                        | 18.67 m2                                | 18.67 m2                                |
| 翼比 (翼付け根-翼端)          | 10-5%                                   | 10-5%                                   |
| 後退角                        | 34°                                     | 34°                                     |
| 下反角                        | 12°                                     | 12°                                     |
| ホイールベース                | 3.45 m                                  | 3.45 m                                  |
| アウトリガー ホイールトラック | 6.76 m                                  | 6.76 m                                  |
| 空虚重量                      | 6,100 kg                                | 6,370 kg                                |
| 最大離陸重量 (STO時)          | 11,880 kg                               | 11,880 kg                               |
| 動力                          | ペガサスMk.104 ターボファンエンジン×1基 | ペガサスMk.106 ターボファンエンジン×1基 |
| 推力                          | 9,750 kgf                               | 9,750 kgf                               |
| 最大速度 (高高度)             | マッハ1.25                              | マッハ1.25                              |
| 最大速度 (海面上)             | 1,185 km/h                              | 1,185 km/h                              |
| 実用上昇限度                  | 15,540 m                                | n/a                                     |
| MTOW時STO滑走距離             | 320 m                                   | 305 m                                   |
| フェリーレンジ                | 4,000 km                                | 4,000 km                                |
| 最大兵装搭載量                | STO時: 3,630 kg                         | STO時: 3,630 kg                         |
| 最大兵装搭載量                | VTO時: 2,270 kg                         |                                         |